# 오토 슈테른
오토 슈테른(Otto Stern, 1888년 ~ 1969년)은 미국의 물리학자이다. 독일에서 출생하여 취리히·프랑크푸르트·함부르크에서 연구 활동을 하다가, 미국으로 건너가 카네기 연구소의 물리학 교수를 역임하고, 1939년 귀화하였다. 분자선을 연구하고, 게를라하와 함께 원자의 자기 능률이 불연속인 값을 가지는 것을 발견하였다. 양자의 자기적 성질 연구로, 1943년 노벨 물리학상을 받았다.